# Koloniaal Werfdepot

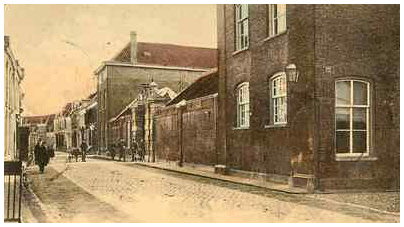
Koloniaal Werfdepot (Oranje Nassau Kazerne) aan de Smeepoortstraat

Het Koloniaal Werfdepot te Harderwijk was van 1814 tot 1909 het belangrijkste werfdepot voor het Oost-Indisch Leger (later Koninklijk Nederlandsch-Indisch Leger). Het depot werd in 1909 opgeheven.

## Geschiedenis
Het Koloniaal Werfdepot te Harderwijk was het legeronderdeel dat in Nederland rekruten aanwierf en voorbereidde op de dienst bij het leger in de koloniën. Van 1815-1822 heette dit legeronderdeel het Depot-Bataljon en in de periode 1822-1843 het Algemeen Depot van de Landmacht. Vanaf 1843 heette het depot het Koloniaal Werfdepot. Het Werfdepot viel onder het Ministerie van Oorlog. Waren de rekruten eenmaal aan boord van het schip dat hen naar de Oost zou brengen, dan vielen zij onder de verantwoordelijkheid van het Ministerie van Koloniën. Vóór 1830 ressorteerden de koloniale troepen formeel onder het Ministerie van Oorlog, ná 1830 was er sprake van een apart leger, dat viel onder het Ministerie van Koloniën. De Landmacht was namelijk een zogeheten kadermilitieleger, samengesteld uit zowel beroepsmilitairen als dienstplichtigen. De grondwet verbood echter de uitzending van dienstplichtigen naar de koloniën, de overzeese krijgsmacht was en bleef dus een beroepsleger, samengesteld uit Europese en inheemse troepen onder aanvoering van merendeels Europese officieren. Weliswaar werd in 1918 de dienstplicht voor Europeanen (en de daarmee gelijkgestelde Indo-Europeanen) in Nederlandsch-Indië ingevoerd, maar het aandeel van de miliciens bleef beperkt tot slechts enkele procenten van de totale legersterkte.

## Opleiding
Te Harderwijk kon men intekenen voor een vaste dienstperiode in Nederlands-Indië. In het depot werden de soldaten in ongeveer zes weken klaargestoomd voor deze dienst. Eenmaal gereed met hun opleiding vertrokken de militairen meestal in detachementsverband onder leiding van een officier per trein naar Rotterdam of Amsterdam, of per tjalk naar het Nieuwe Diep, voor inscheping naar Indië. Voor hun vertrek werd te Harderwijk vaak nog als souvenir voor de familie een portretfoto gemaakt met teksten als Tot Weerziens of Naar Indië. Bijna 150.000 soldaten vonden hun weg van Harderwijk naar Indië. Veel van hen zouden ten gevolge van ziektes, oorlogshandelingen of inburgering in de Indische maatschappij nooit meer terugkeren naar Europa.

## Reputatie

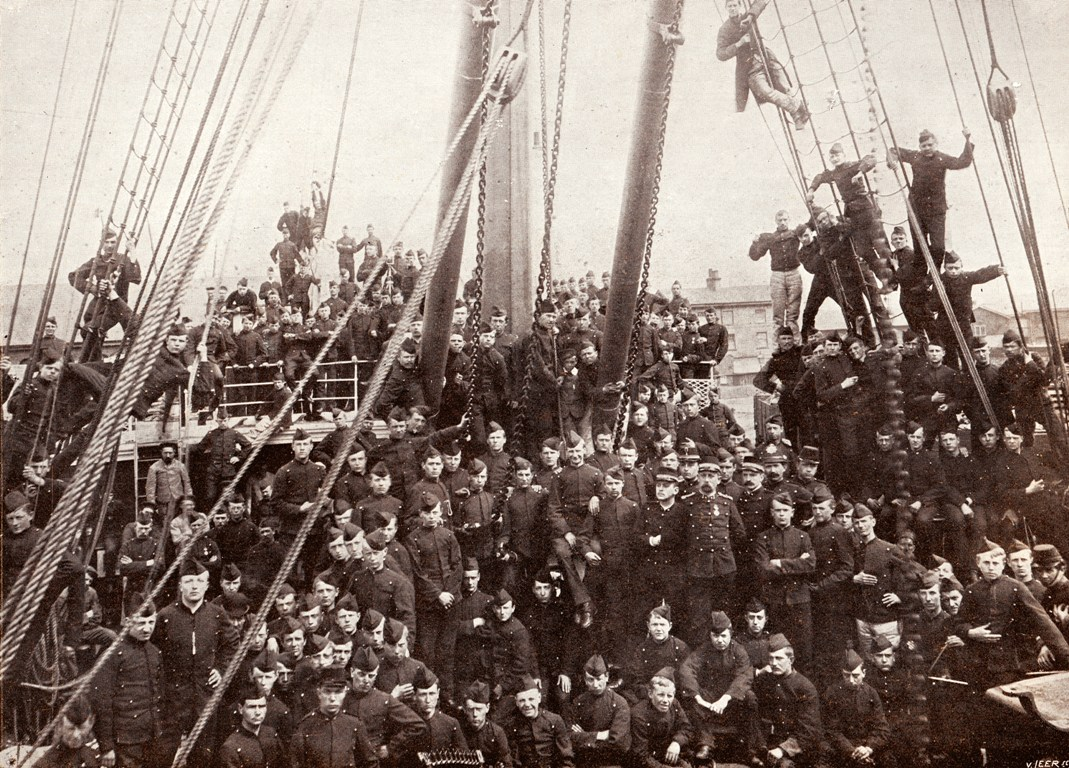
Kolonialen op weg naar Indië, 1896

Harderwijk had van het begin af een slechte reputatie: het ‘gootgat of riool van Europa’ werd het genoemd, waar maatschappelijke verschoppelingen uit alle windstreken in minder dan geen tijd hun handgeld erdoorheen joegen. En dan ging het, zeker in periodes waarin er grote behoefte aan vrijwilligers was (bijvoorbeeld tijdens de Atjehoorlog), niet om kleine bedragen. In 1870 was het handgeld opgelopen tot ƒ 300, in die tijd het jaarsalaris van een arbeider. Het waren gouden tijden voor kroegen en bordelen, maar een gruwel in de ogen van de overwegend streng-christelijke inwoners van Harderwijk. Ook al omdat een niet onaanzienlijk deel van de rekruten uit buitenlanders bestond, met name Belgen, Duitsers, Zwitsers en Fransen. Vooral in de begintijd leek het Indisch leger wel een vreemdelingenlegioen: Franse deserteurs, Duitse ex-officieren, Zwitserse soldaten die nog gevochten hadden in de Krimoorlog. Maar ook Nederlandse soldaten uit de strafdivisies van de Landmacht, die konden kiezen tussen de Oost of de provoost (= militaire strafgevangenis), meldden zich aan. Anders dan het Franse vreemdelingenlegioen (opgericht in 1830) moesten de vrijwilligers bij aanmelding wel beschikken over identiteitspapieren en werden ze allemaal nauwkeurig in militaire stamboeken geregistreerd. Ook buiten Nederland waren koloniale wervers actief, want de werving was erg lucratief. In Nederlands-Indië zelf waren ronselpraktijken bij de werving van inheemse rekruten schering en inslag. Het grote percentage niet-Nederlanders onder de blanke KNIL-militairen (soms tot 60 %) was overigens niet de wens van de regering, maar was wel onvermijdelijk, omdat Nederland te klein was om voldoende mankracht te kunnen leveren voor én de landmacht én de marine én het koloniale leger. De grondwet verbood tot na de Tweede Wereldoorlog de uitzending van dienstplichtigen naar de koloniën.
Bekende buitenlanders die hun weg via het Koloniaal Werfdepot naar Indië vonden:
- Hans Christoffel (Rothenbrunnen, 13 september 1865 - Antwerpen, 1962) was een Nederlandse militair van Zwitserse afkomst.
- Henry Demmeni (Mulhouse, 5 september 1830 - Payakumbuh, 13 december 1886) was een Nederlands generaal-majoor, gouverneur van Atjeh en onder meer commandeur in de Militaire Willems-Orde.
- Franz Wilhelm Junghuhn (Mansfeld (Koninkrijk Westfalen), 26 oktober 1809 – Lembang (Java), 24 april 1864) was een Pruisisch-Nederlands ontdekkingsreiziger, Indonesiëkundige, landmeter, arts, geograaf, geoloog en botanicus.
- Frans Killinger (Hodenyi (Hongarije), 1876 – 1936) was een Hongaars militair die in Suriname een vrijstaat wilde vestigen met hemzelf als dictatoriaal president.
- Arthur Rimbaud, (Charleville, 20 oktober 1854 – Marseille, 10 november 1891) Frans dichter en deserteur in Indië.
- Carl Benjamin Hermann baron von Rosenberg (Darmstadt, 7 april 1817 - Den Haag, 15 november 1888) was een Duitse natuuronderzoeker in dienst van het Nederlands-Indische koloniale leger en de overheid.
- Wilhelm von Taubenheim, (4 april 1845 - 1887) was een Duits aristocraat die na in Europa gediend te hebben in het Pruisische leger zijn geluk in het Nederlands-Indisch leger beproefde.

## Opheffing, 1909
In de 20e eeuw kreeg de fatsoenering van de koloniale dienst nog duidelijker gestalte. Rond 1910 was de verovering van ook de meest afgelegen buitengewesten in Indië voltooid, die daarmee onder effectief Nederlands gezag gebracht werden. Het vechten was grotendeels gedaan, het KNIL zou tot aan de Tweede Wereldoorlog voornamelijk nog politiediensten uitvoeren. Tegelijkertijd, in 1909, werd het zo vaak beschimpte Koloniaal Werfdepot te Harderwijk opgeheven. Het Korps Koloniale Reserve te Nijmegen bleef als opleidingscentrum voor het KNIL voortbestaan. Vanaf 1914 waren daar uitsluitend nog Nederlandse vrijwilligers welkom.

## Gelderse Munt - Oranje Nassau Kazerne

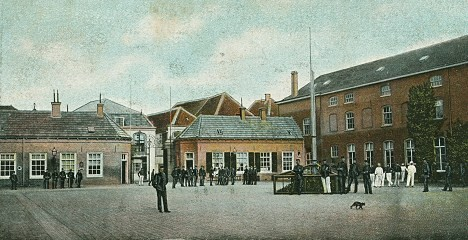
Binnenplaats van de Oranje Nassau Kazerne

Eind 1814, kort na de Frans-Bataafse tijd, bracht de kapitein der genie Cochius van het Ministerie van Oorlog aan Harderwijk een bezoek. Zijn opdracht was het gebouw van de voormalige Gelderse Munt aan de Smeepoortstraat 37 te inspecteren op geschiktheid als koloniaal depot. In Den Haag bestond het voornemen om het Koloniaal Werfdepot in Harderwijk te vestigen en hiervoor zocht men een geschikt onderkomen. Kapitein Cochius gaf een gunstig oordeel. Met enige aanpassingen was De Gelderse Munt in 1815 gereed voor de huisvesting van zo’n 800 militairen en kreeg het de naam Oranje-Nassaukazerne. Na 95 jaar besloot de regering in 1907 om het Koloniaal Werfdepot te sluiten en de werving te concentreren in Nijmegen. Twee jaar later trokken infanteristen van het 9e Regiment Infanterie in dezelfde kazerne en werd Harderwijk een garnizoensstad. Net als de Jan van Nassaukazerne werd van de Oranje-Nassaukazerne later een appartementencomplex gemaakt. Het kreeg de naam de Geldersche Munt, als herinnering aan een eerdere functie van het gebouw. Het smeedijzeren hek, geschonken door de dankbare burgerij van Harderwijk, herinnert nog aan het koloniale tijdperk.

## Korps Koloniale Reserve
Aanmelding voor de koloniale dienst kon vanaf 1890 ook geschieden via het Korps Koloniale Reserve, gevestigd in Nijmegen en Zutphen. In 1909 werd het Koloniaal Werfdepot te Harderwijk opgeheven en verliep de instroom in het KNIL vanuit Nederland uitsluitend via het Korps Koloniale Reserve te Nijmegen.